# Bäderarchitektur

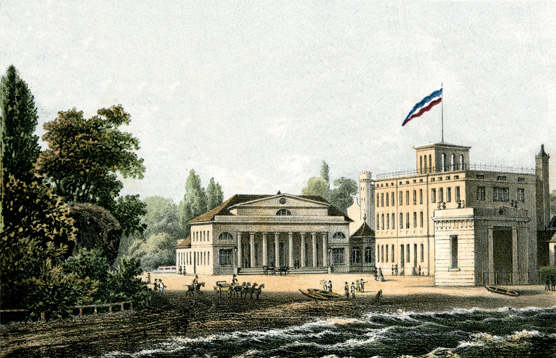
Heiligendamm in Mecklenburg. Bereits 1793 gegründet, gilt das Ostseebad als erstes Seebad Kontinentaleuropas und Begründerin der Bäderarchitektur.

Bäderarchitektur (auch Bäderstil) bezeichnet die Gesamtheit aller unterschiedlichen Baustile, die charakteristisch für Seebäder sind. Die deutschen Seebäder mit entsprechender Architektur sind vor allem an der Ostseeküste und insbesondere in Mecklenburg-Vorpommern verbreitet.
Die prägende Zeit für die Bäderarchitektur reichte von 1793 bis 1918. Besonders während der Gründerzeit entstanden viele Bauten in diesem Stil an den deutschen Küsten. Auch heute wird oft noch im Bäderstil gebaut, um die historische Identität der Seebäder zu wahren – insbesondere in den Ostseebädern.
Ein freistehendes Haus in Bäderarchitektur wird auch als Bädervilla bezeichnet.
Dieser Baustil wurde erstmals im 1793 gegründeten Seebad Heiligendamm an der mecklenburgischen Ostseeküste angewendet, dem ältesten Seebad auf dem europäischen Kontinent, und zwar im dortigen Kurhaus, das damit als Gründungsbau dieser Stilrichtung bezeichnet werden kann. Der Stil verbreitete sich schnell entlang der deutschen Ostseeküste, seit 1810 erstmals in Pommern mit der Gründung des Seebades Putbus-Lauterbach auf Rügen. Vereinzelte Bauten befinden sich auch an der Nordseeküste.
Begonnen im Stil des Klassizismus, entwickelte sich die Bäderarchitektur über den Historismus bis hin zum Jugendstil. Dabei ist sie keine in sich geschlossene Stilepoche wie beispielsweise die Renaissance oder der Barock. Ihre Besonderheit ist die Zusammenführung verschiedener Baumerkmale in ihren jeweiligen Epochen. Die spezielle Zusammensetzung der stilistischen Elemente macht die Bäderarchitektur zu einer unverkennbaren Bauform.
Auch außerhalb Deutschlands gibt es durch die Bäderarchitektur inspirierte Bauten, beispielsweise an Schweizer Seen und in Kärnten                                     (Wörthersee-Architektur). Die Architektur der Heilbäder im Binnenland wird in der Regel als Kurarchitektur bezeichnet. Zwischen ihr und der Bäderarchitektur gibt es seit dem frühen 19. Jahrhundert viele Parallelen.

## Beschreibung und Merkmale

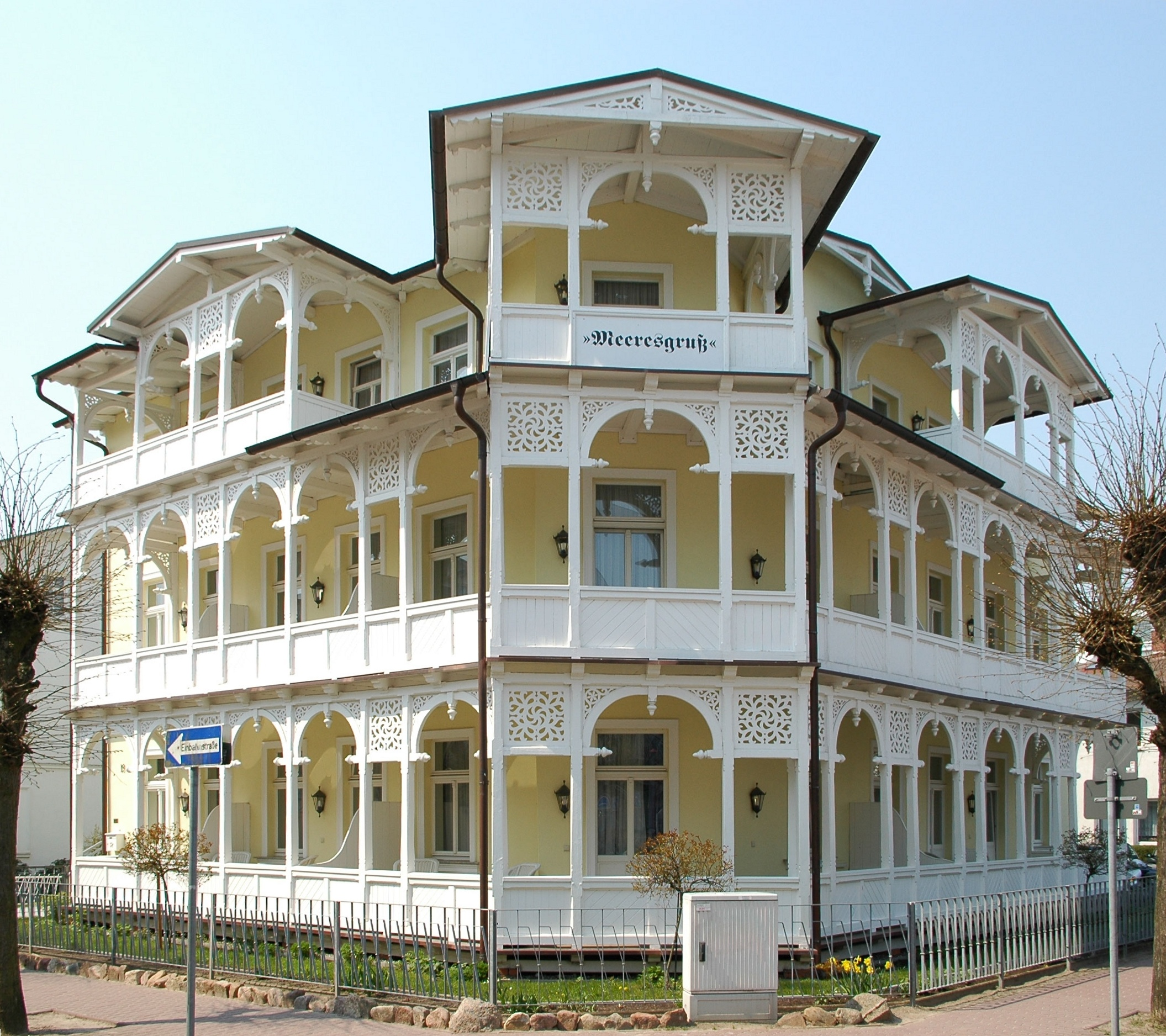
Typisches Beispiel der Bäderarchitektur: Villa Meeresgruß in Binz auf der Insel Rügen, mit kunstvollen Holzschnitzarbeiten über den Balkonen und Risaliten, die von Dreiecksgiebeln bekrönt werden.

Häufig handelt es sich um zwei- bis viergeschossige Bauten, deren Fassaden Balkone und Veranden besitzen. Größere Villen haben vorspringende Fassadenteile (Risalite) in der Mitte und an den Ecken. Es dominieren große Rundbogen- oder Rechteckfenster, die gelegentlich von Halbsäulen oder Pilastern flankiert werden. Dreiecksgiebel und gelegentlich auch geschweifte Giebel oder kleine Türmchen schließen die Dachgeschosse ab. Jugendstilornamente kommen als Kapitellschmuck vor, oft mit maritimen oder floralen Motiven.
Am häufigsten sind die Fassaden in weiß getüncht, weshalb die Kurbäder gelegentlich auch „weiße Perlen“ genannt werden. Auffällig springen in derartigen weißen Ensembles die seltenen nicht-weißen Pendants (Beispielsweise Bordeauxrot, Olivgrün, Beige, Blau) ins Auge. Insgesamt sehen die Bauten eher filigran aus, und oft handelt es sich um Holzbauten mit einem Kern aus Stein. Ganze Ensembles in Weiß und vereinzelt in getönter Farbe gibt es in Heiligendamm, Heringsdorf und Ahlbeck auf Usedom und in Kühlungsborn.
Berühmte Beispiele für Ensembles in Bäderarchitektur befinden sich vor allem an der mecklenburgischen und pommerschen Ostseeküste. Besonders auf der Insel Usedom, in den Kaiserbädern am Strand zwischen Bansin, Heringsdorf, Ahlbeck und Swinemünde und in Zinnowitz; und auf der Insel Rügen, vor allem in Sassnitz, Sellin, Binz und Göhren. Auch im ältesten deutschen Seebad Heiligendamm nahe Bad Doberan wurden Bauten dieser Epoche errichtet und sind noch zahlreich erhalten, das Ensemble ist als Perlenkette der weißen Stadt am Meer bekannt.
Eines der ältesten Gebäude der Bäderarchitektur ließ Georg Bernhard von Bülow 1845 in Heringsdorf errichten, die Villa Achterkerke. Eines der kunsthistorisch bedeutendsten Bauwerke ist dort (vor allem wegen seines Glasmosaiks im Giebel) die 1883 von Antonio Salviati gebaute Villa Oechsler.
Manche Bädervillen sind durch Elemente von alpenländischen Blockhütten oder auch russischen Holzhäusern gekennzeichnet, vor allem die sogenannten Wolgasthäuser. Dabei handelt es sich um die ersten Fertighäuser der Welt, die zwischen 1868 und 1910 von der „Wolgaster Actien-Gesellschaft für Holzbearbeitung“ in der Stadt Wolgast vor der Insel Usedom gefertigt wurden. Die Firma baute vor allem Chalets für Bauherren in der ganzen Welt, insbesondere für Grundstückseigentümer auf Usedom und Rügen – und auch am Berliner Wannsee.
Gebäude im Stile der Bäderarchitektur finden sich vereinzelt auch an der Nordseeküste, etwa mit dem Kurhaus (Conversationshaus), dem Kurhotel und dem Haus Schiffahrt auf Norderney. Sie sind im Gegensatz zu den Ostseebädern weniger filigran gestaltet und oft durch massigere Formen und großzügige Proportionen gekennzeichnet.

## Beispiele

### Bäderarchitektur an der Ostsee in Pommern

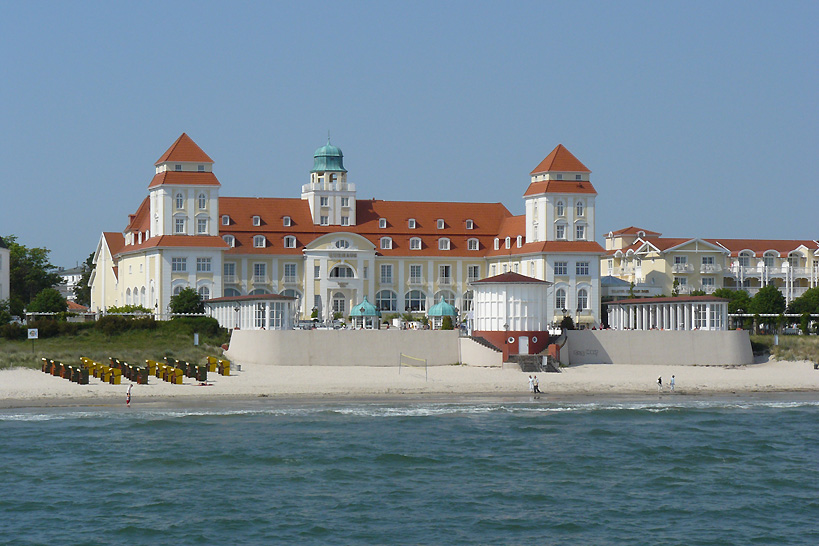
Kurhaus in Binz auf Rügen
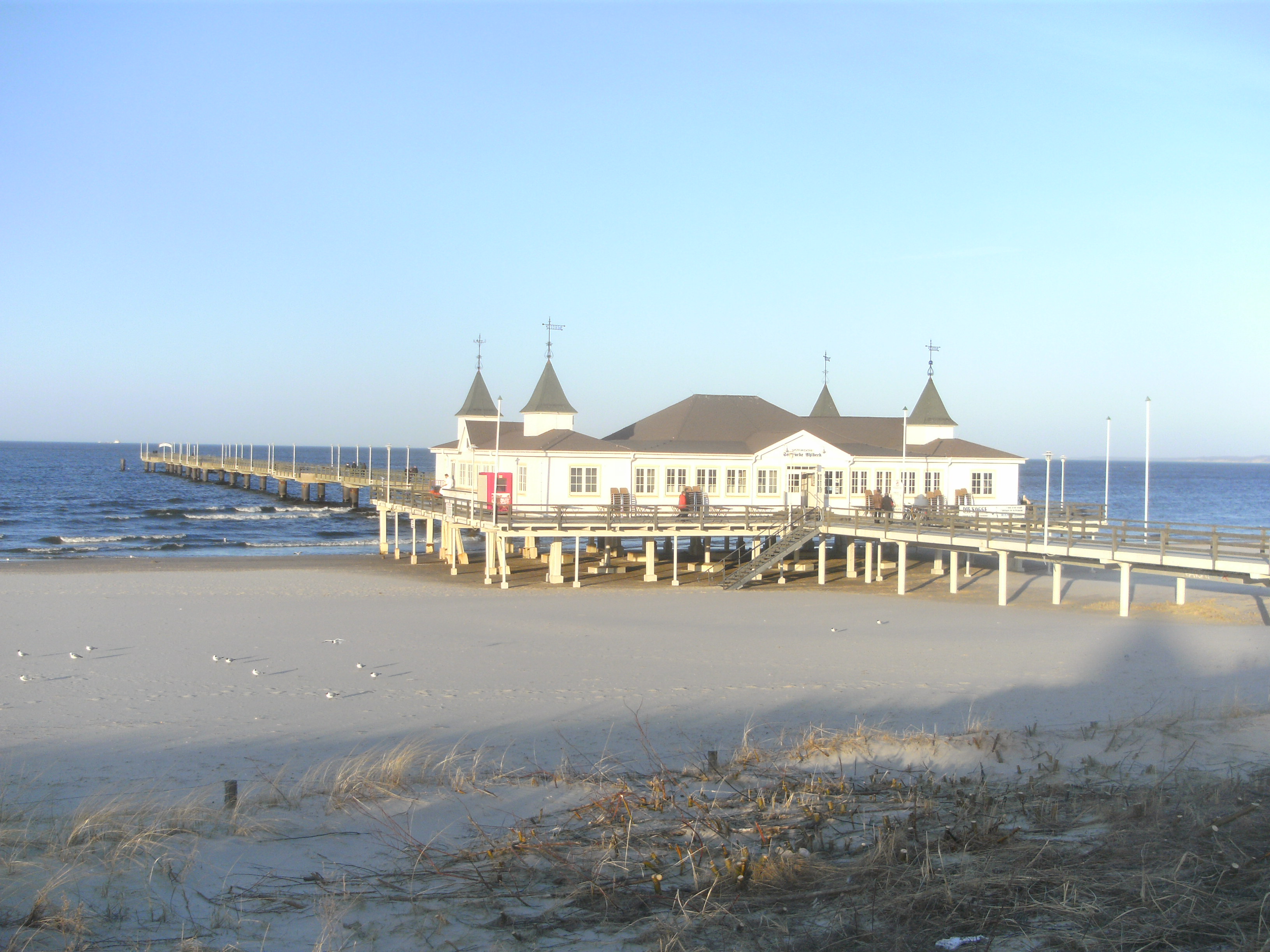
Seebrücke Ahlbeck, Insel Usedom
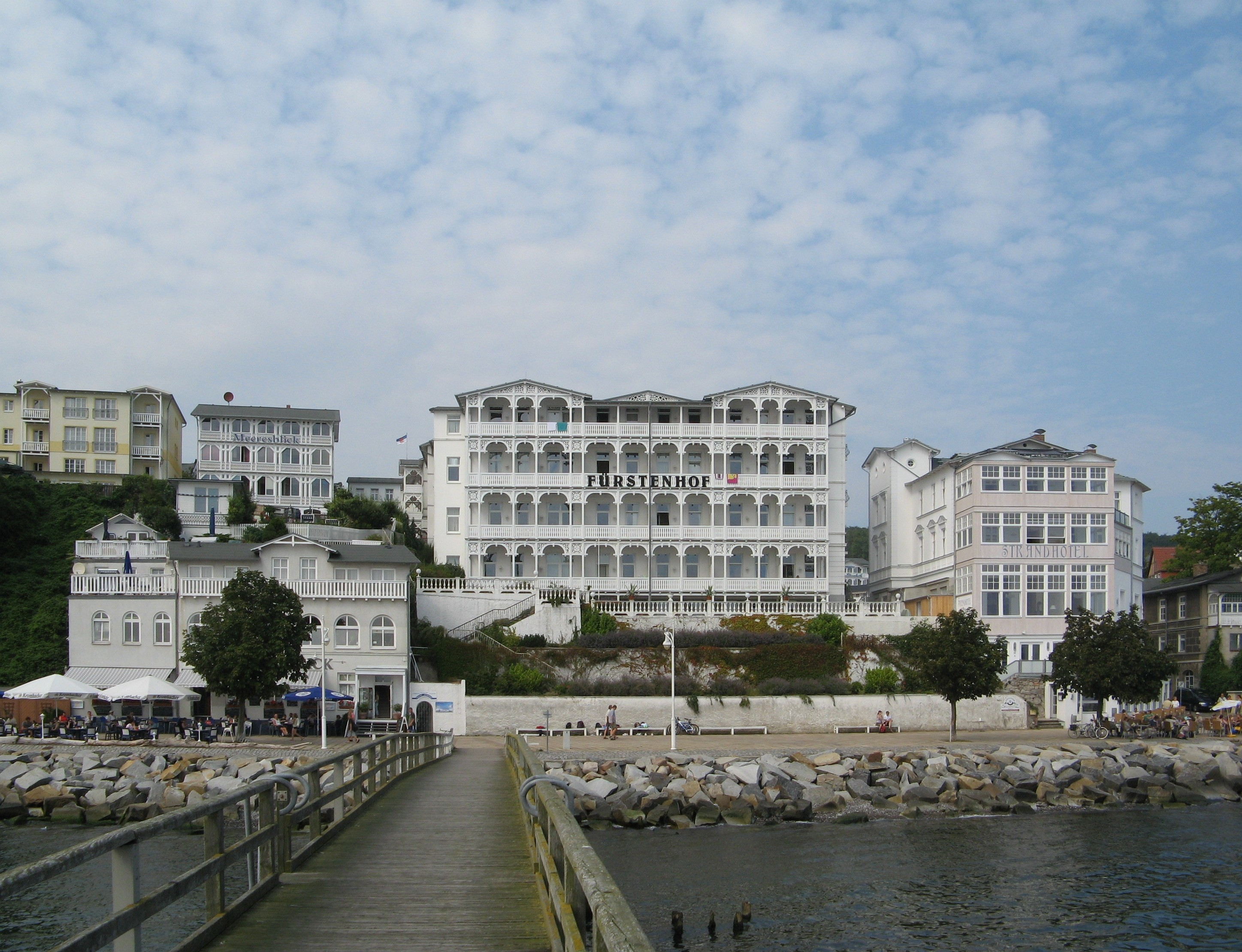
Bäderarchitektur-Ensemble mit Hotel Fürstenhof in Sassnitz, Rügen
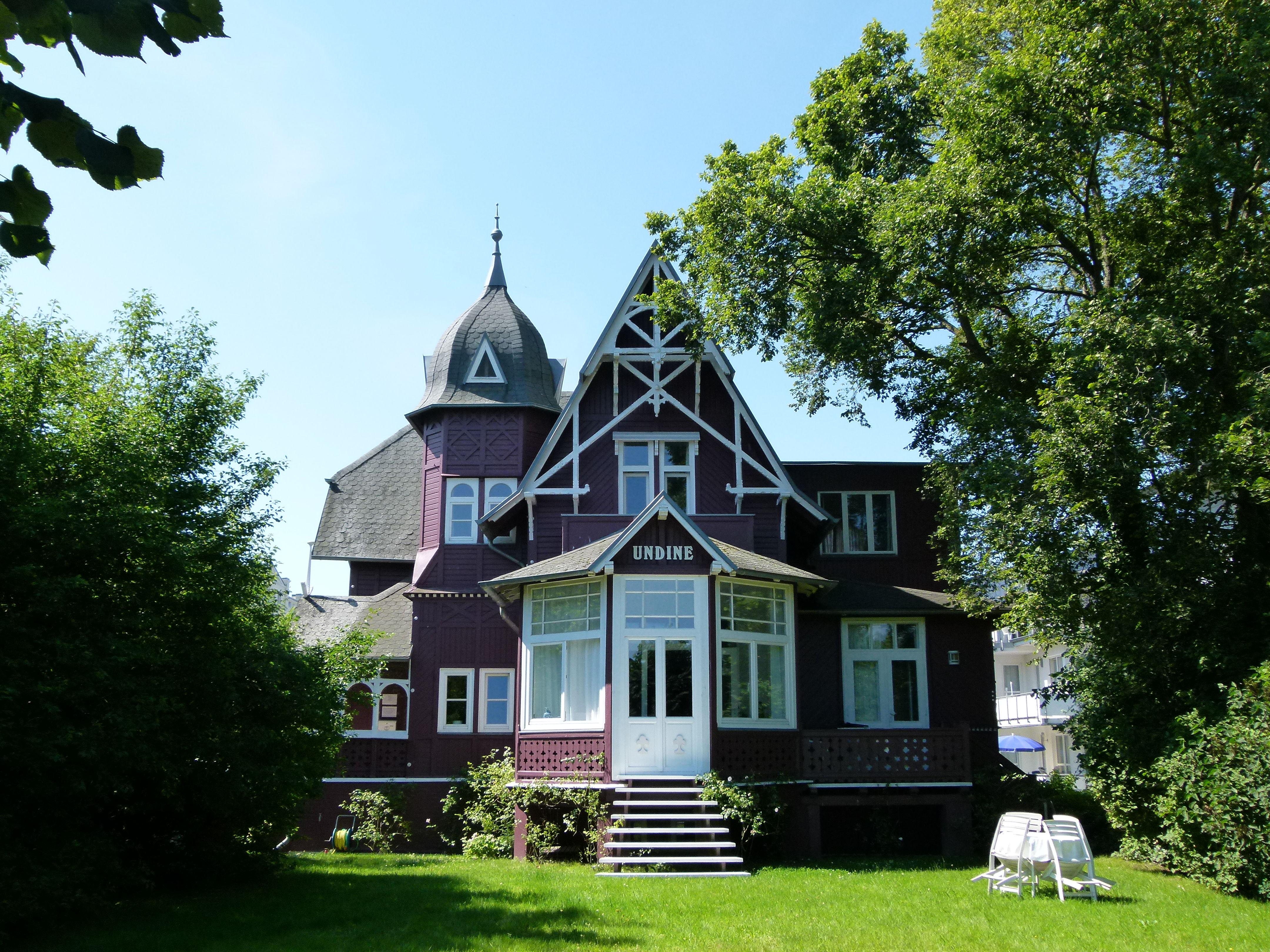
Villa Undine von 1885 in Binz, ein sogenanntes Wolgasthaus und eines der ersten Fertighäuser der Welt
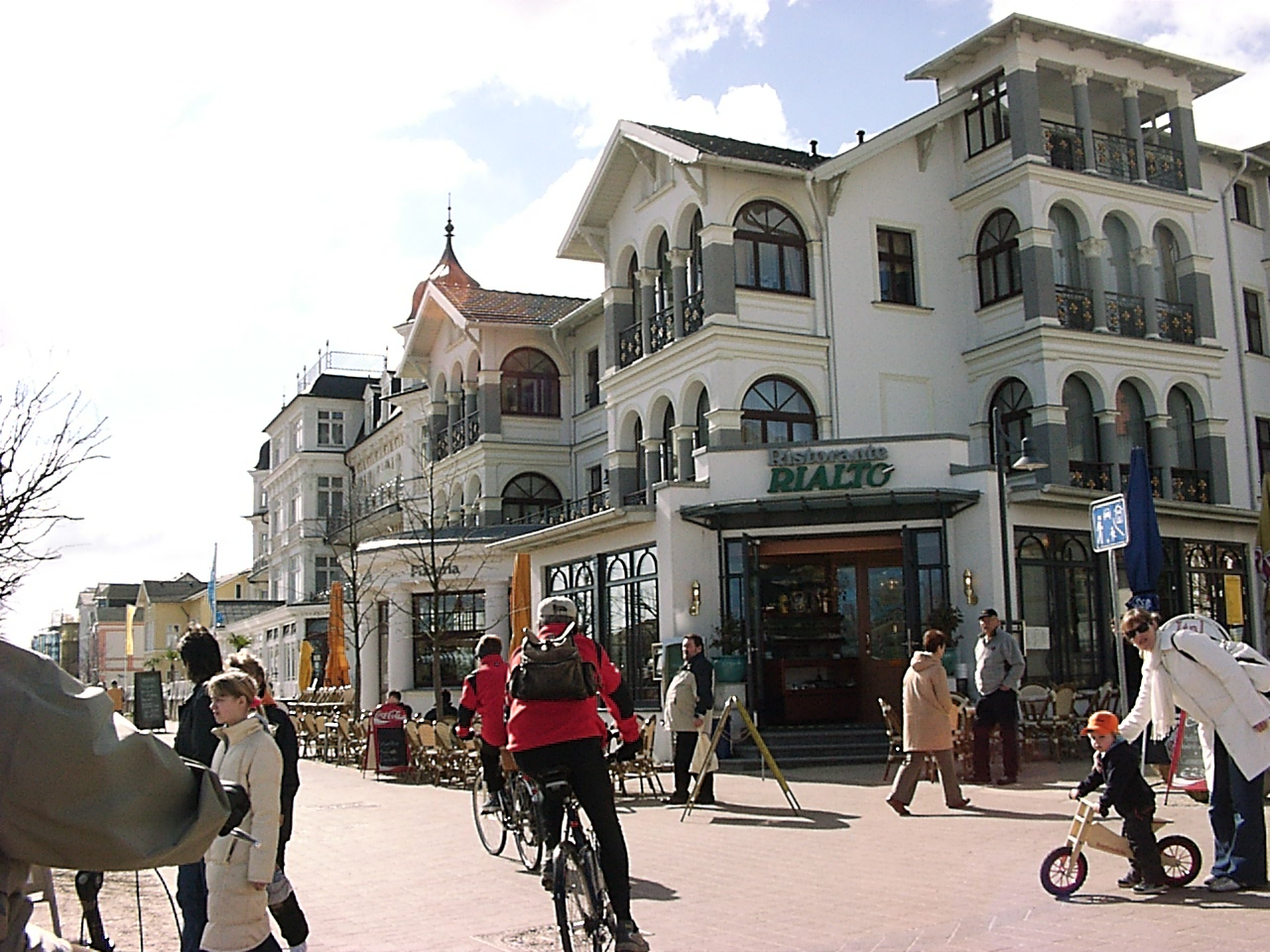
Ahlbeck (Insel Usedom), im Vordergrund das dreistöckige Hotel „Ahlbecker Hof“ (mit Eckrisaliten, Balkonen und Veranden)
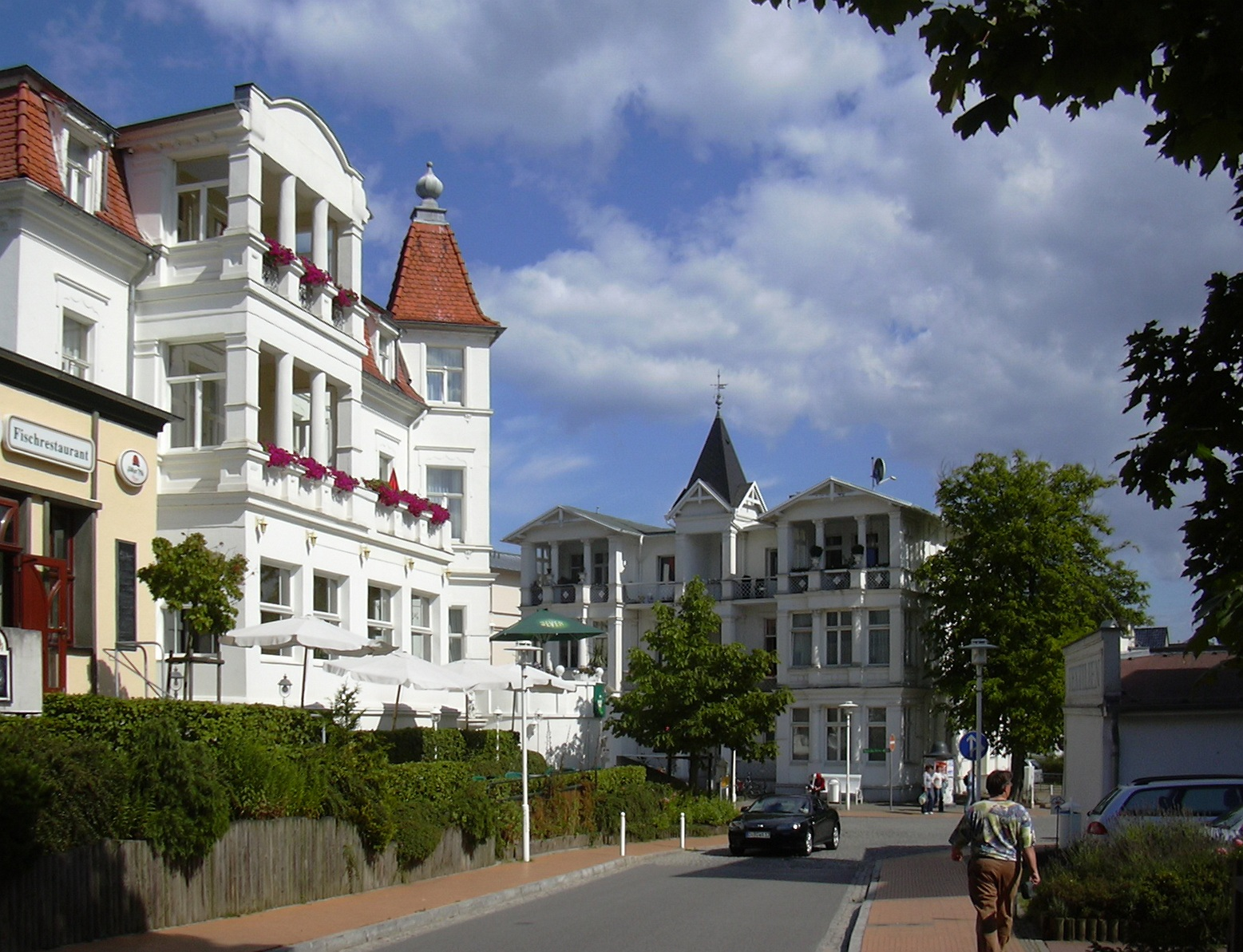
Zwei Villen in Bansin mit Eckturm und Mittelrisalit mit Bogen- bzw. Turmabschluss
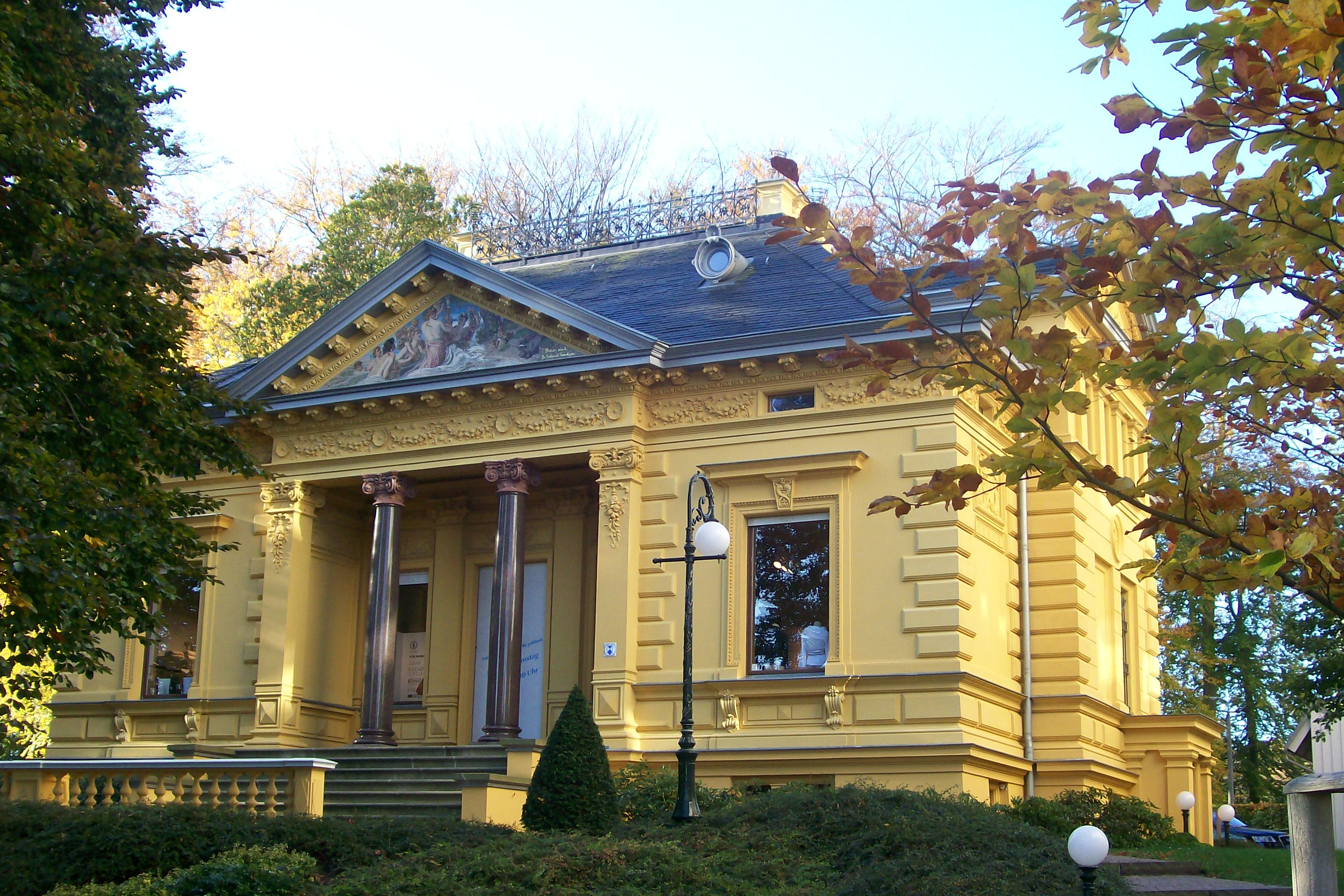
Villa Oechsler in Heringsdorf, erbaut 1883
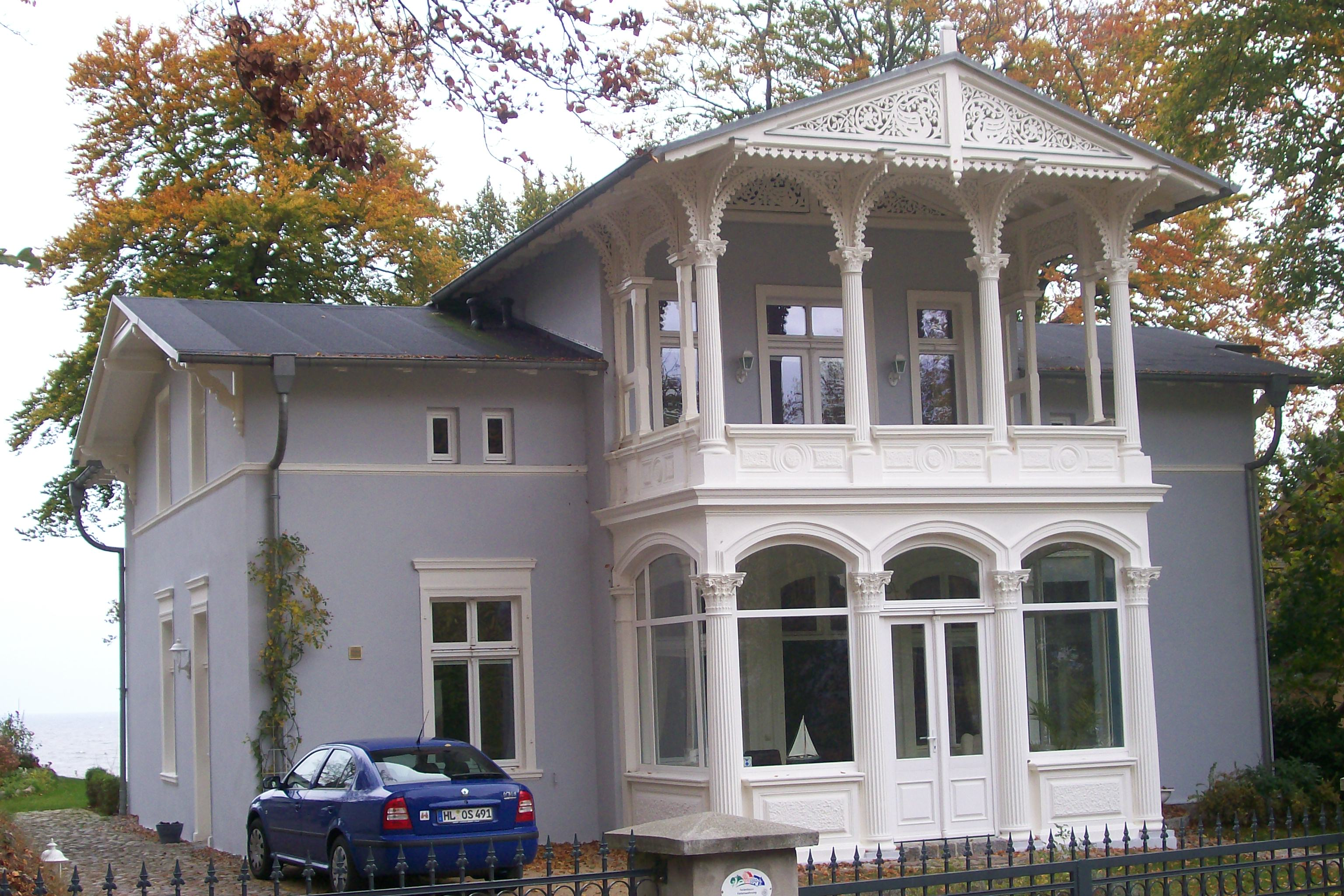
Villa Achterkerke in Heringsdorf, erbaut 1845
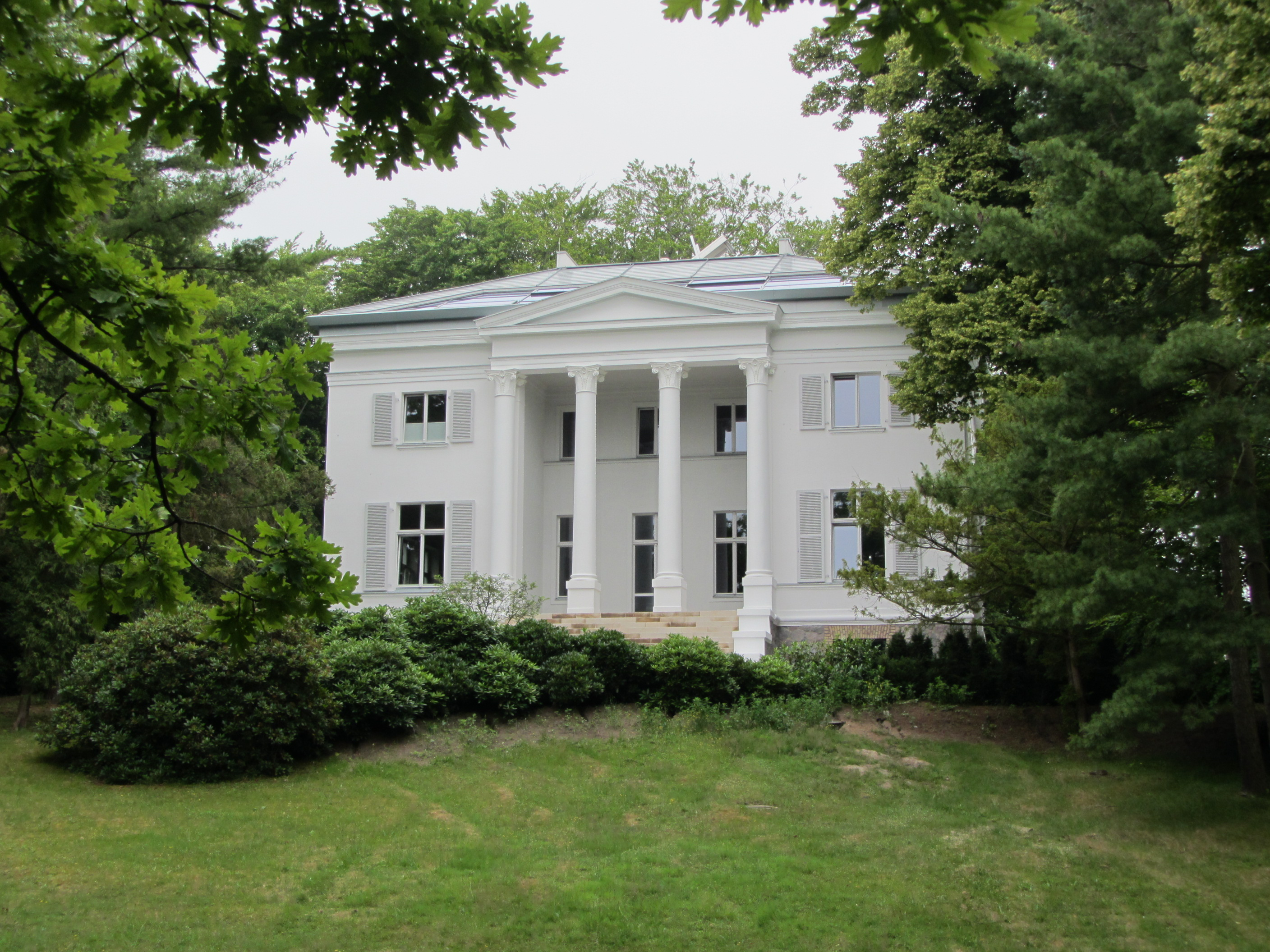
Villa Oppenheim von 1883 in Heringsdorf
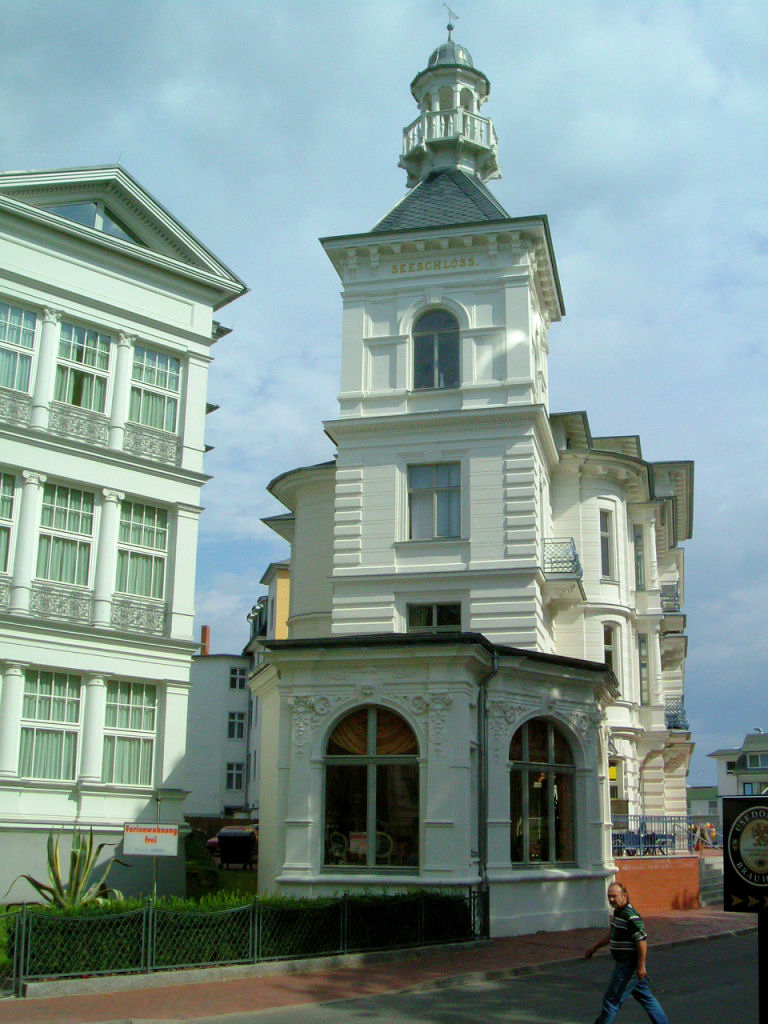
Seeschloss in Heringsdorf
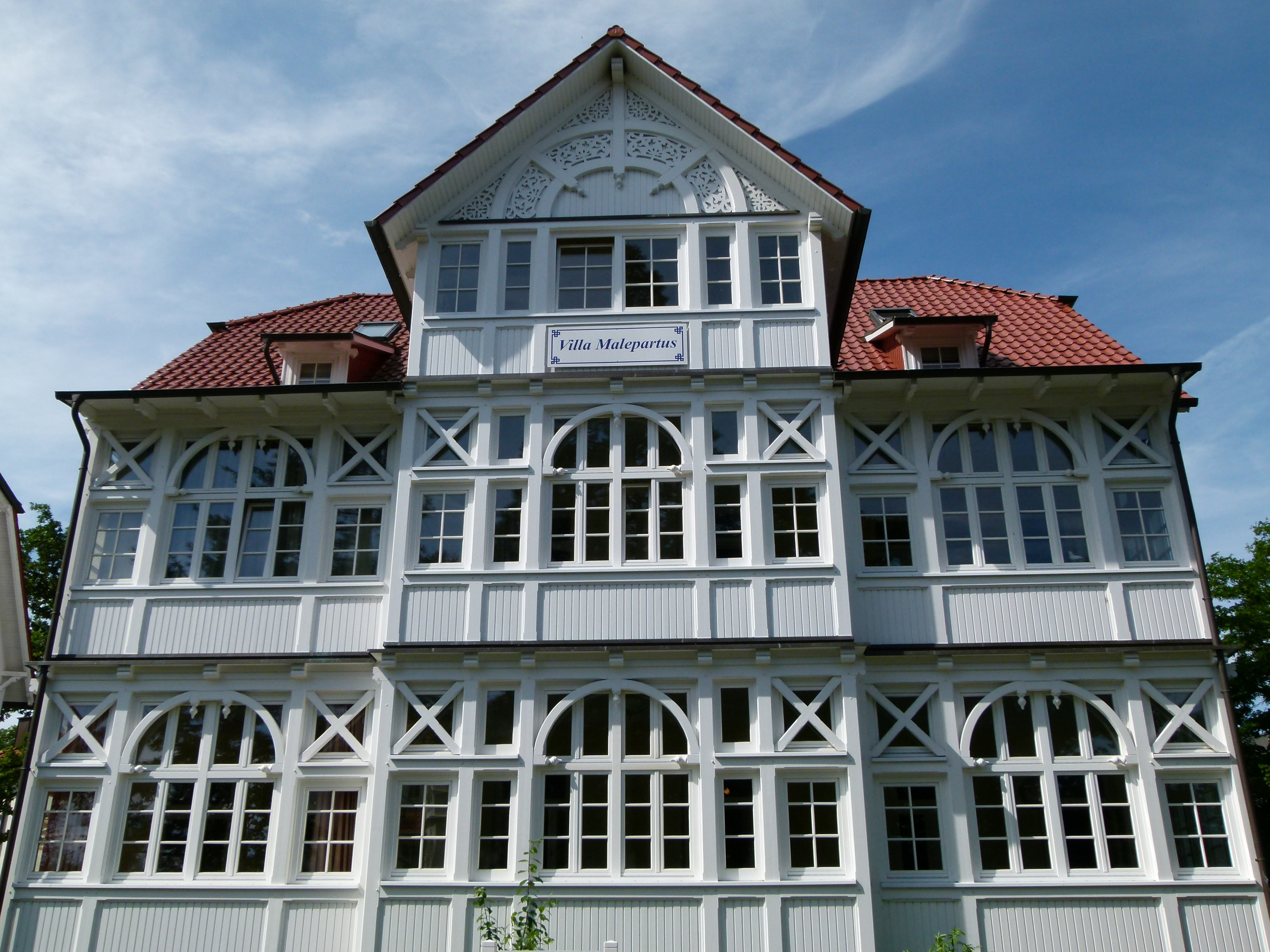
Villa „Malepartus“ in Binz mit vorgebauten Veranden aus Holz, Bogenfenstern und Dreiecksgiebel
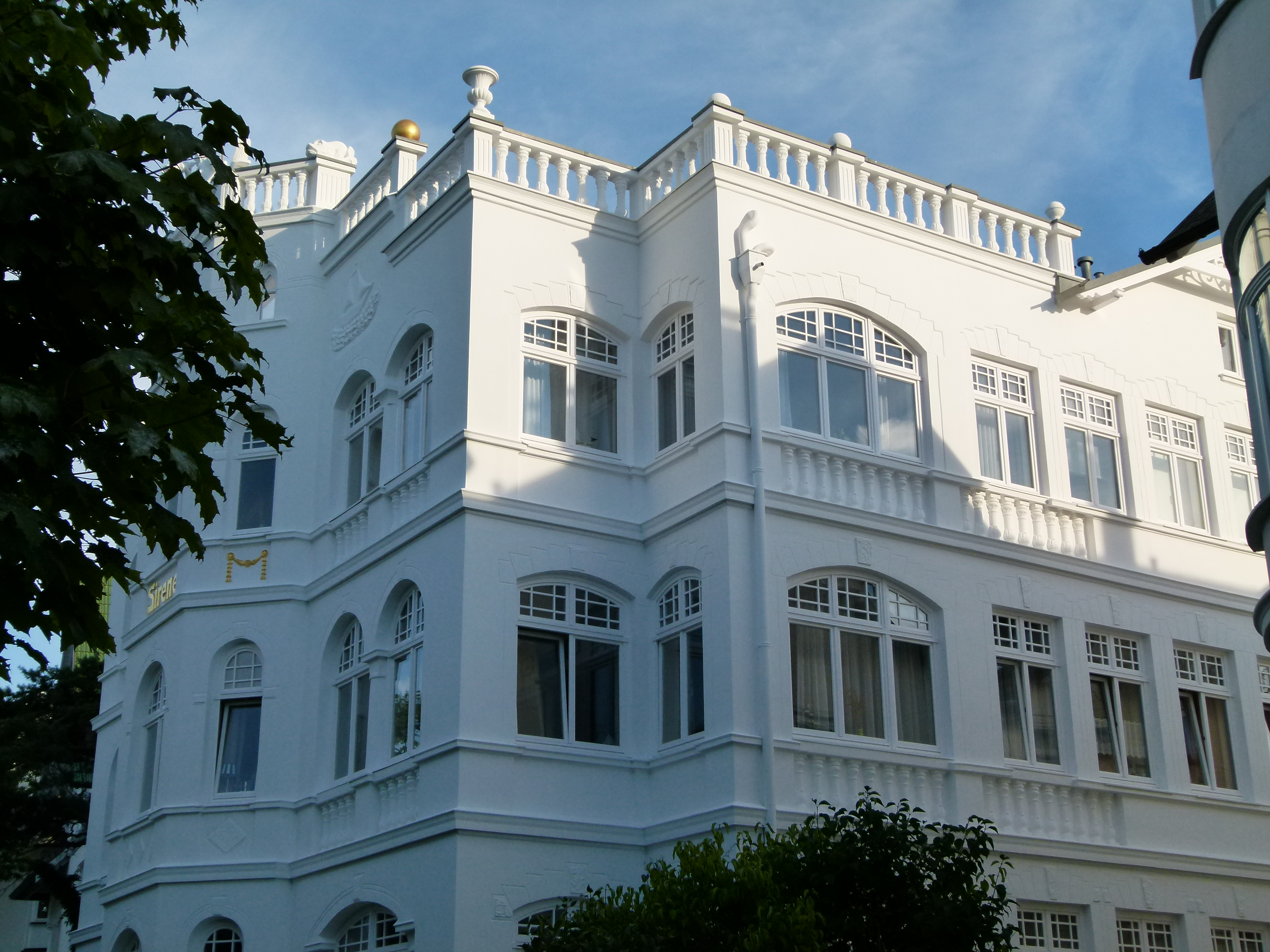
Villa „Sirene“ in Binz, vollständig in Weiß gehalten
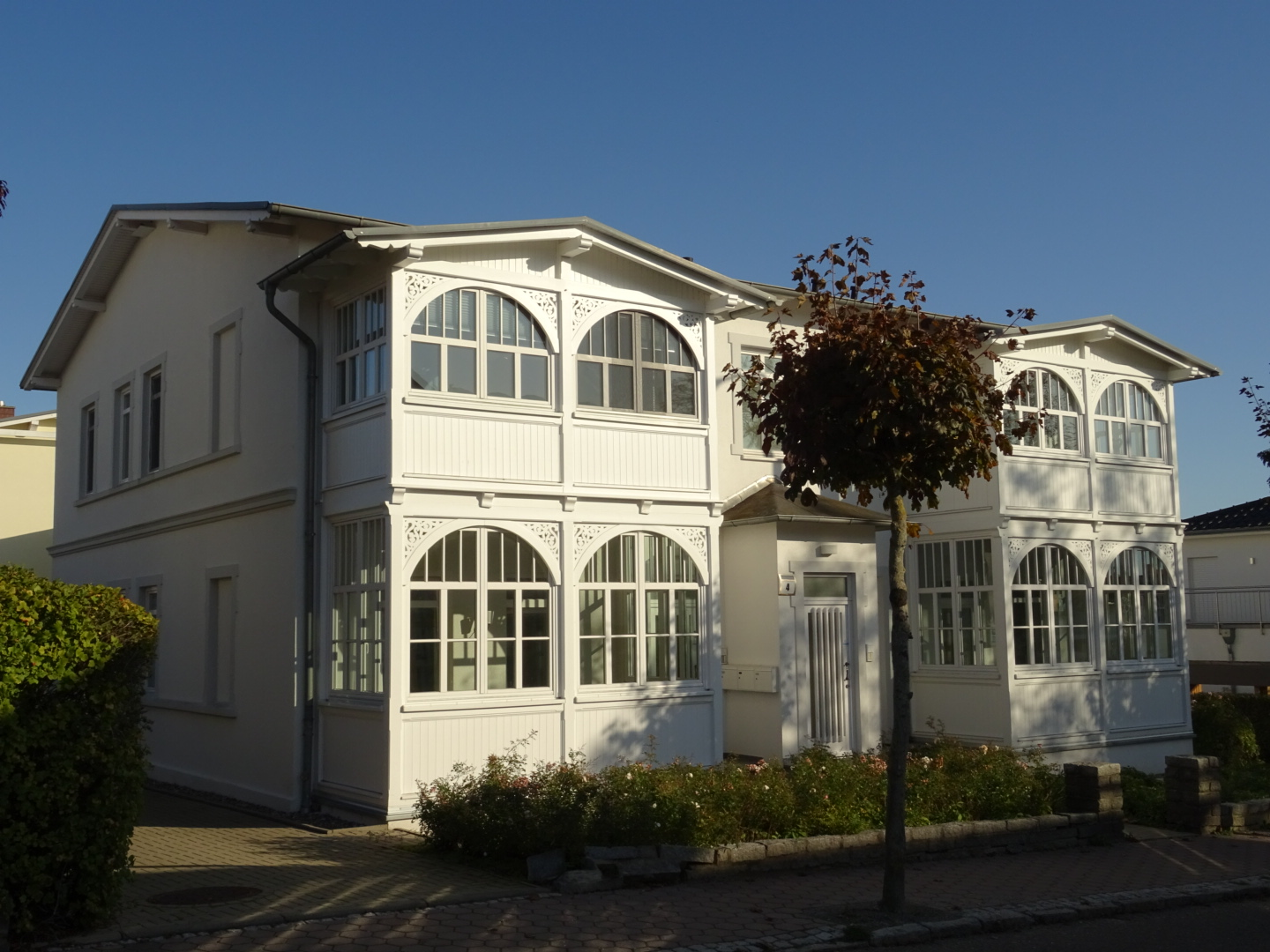
Villa Möwe in Göhren (Rügen)

### Bäderarchitektur an der Nordsee

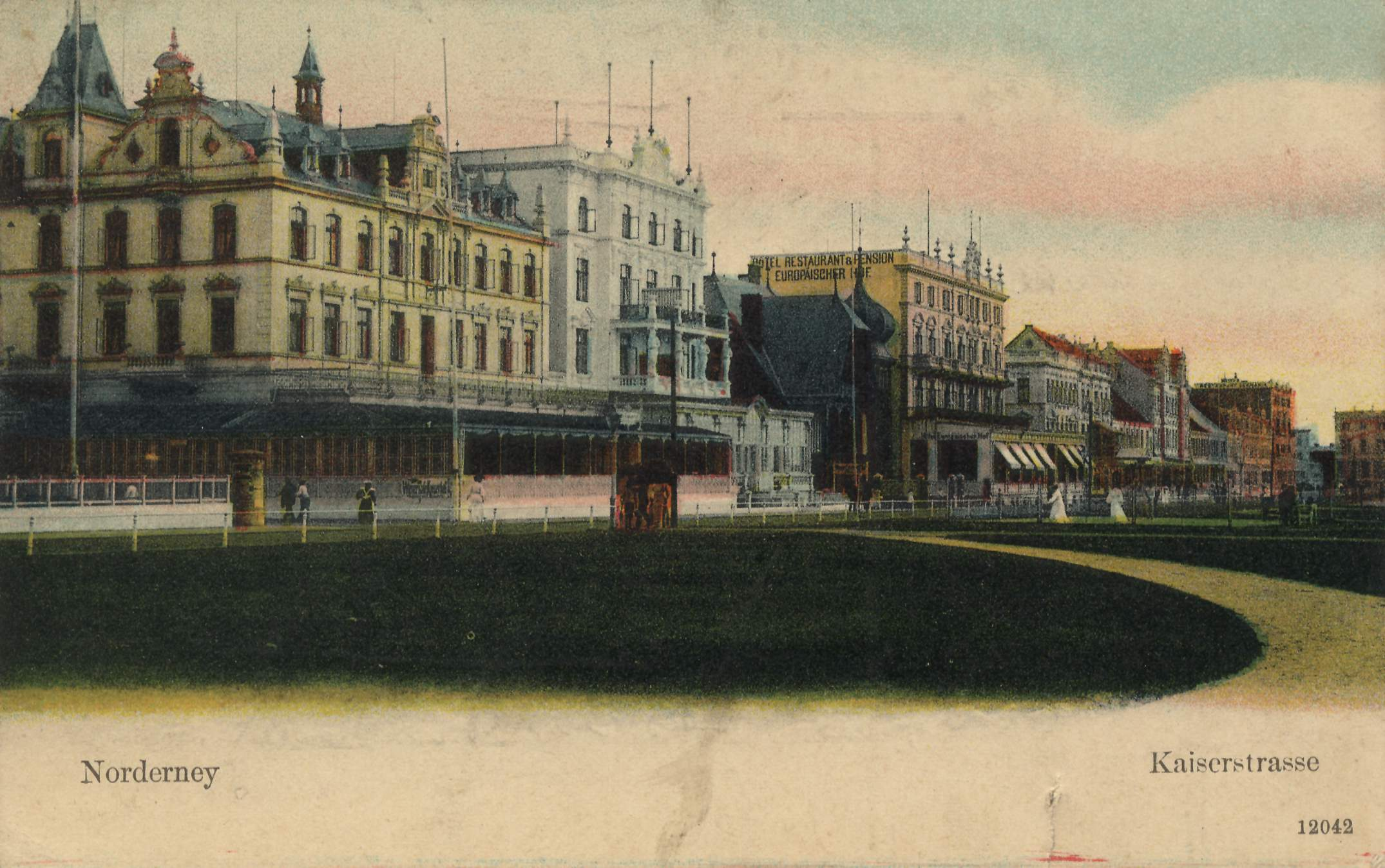
Historisches Bild (Norderney)
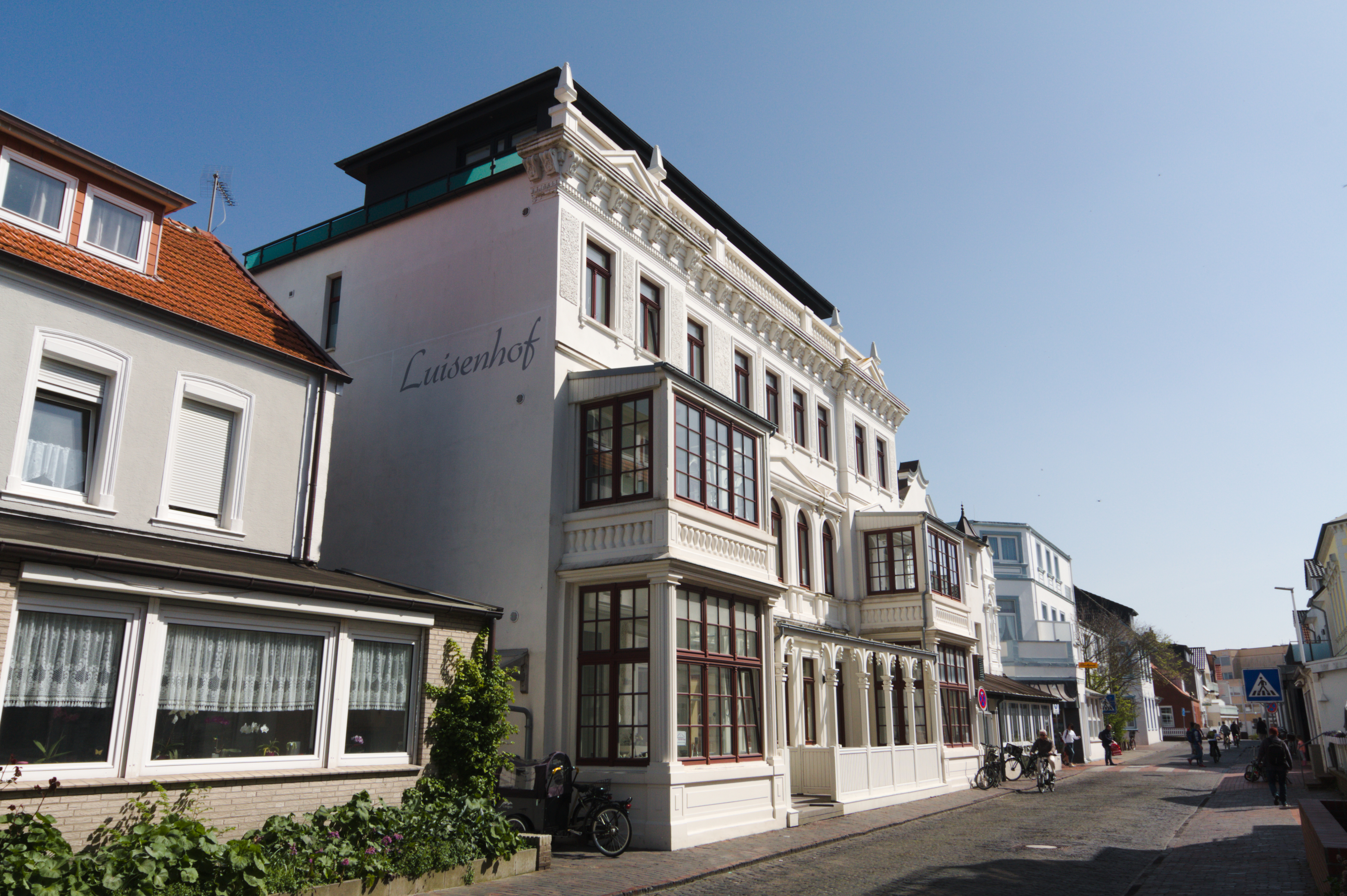
Norderney
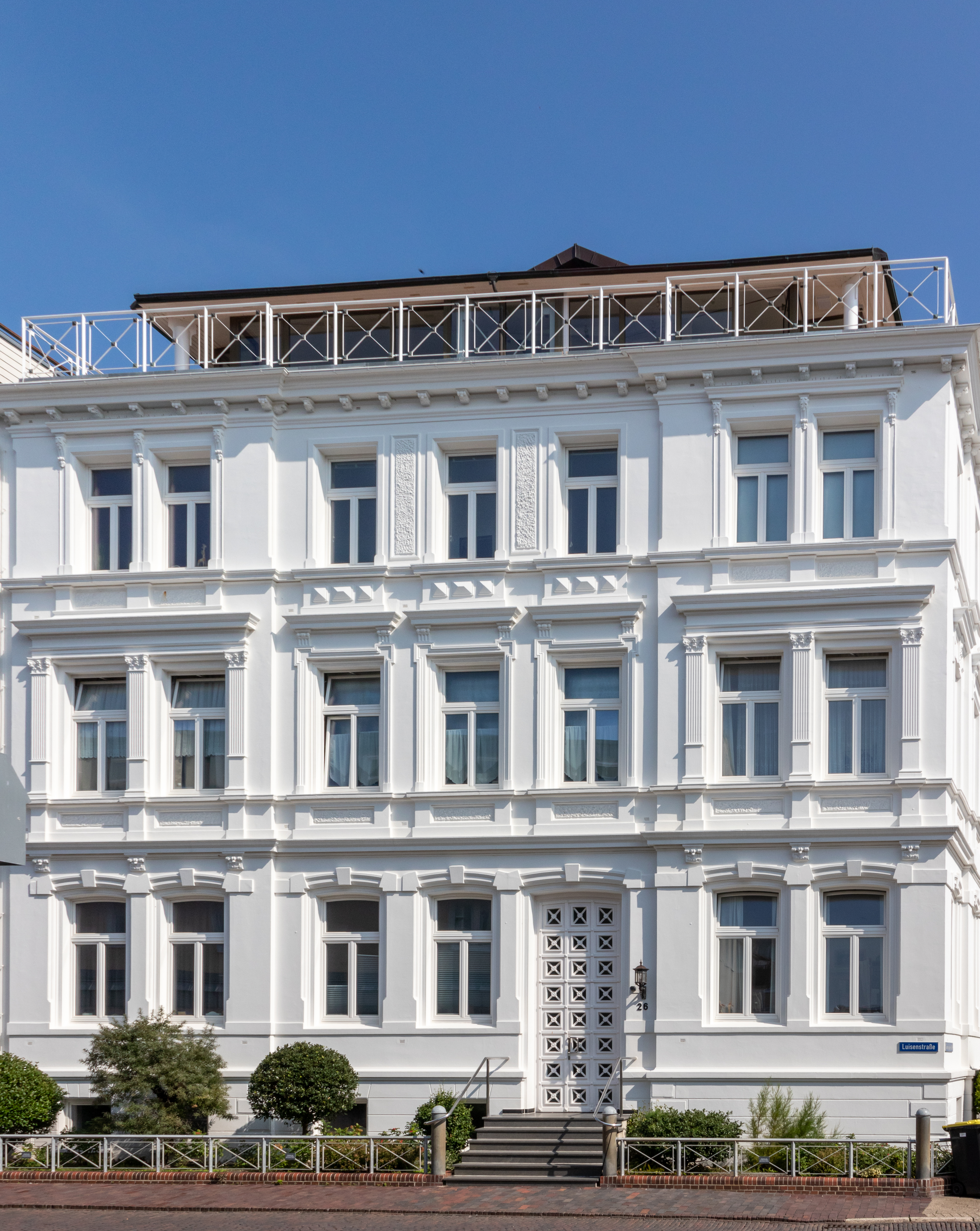
Norderney
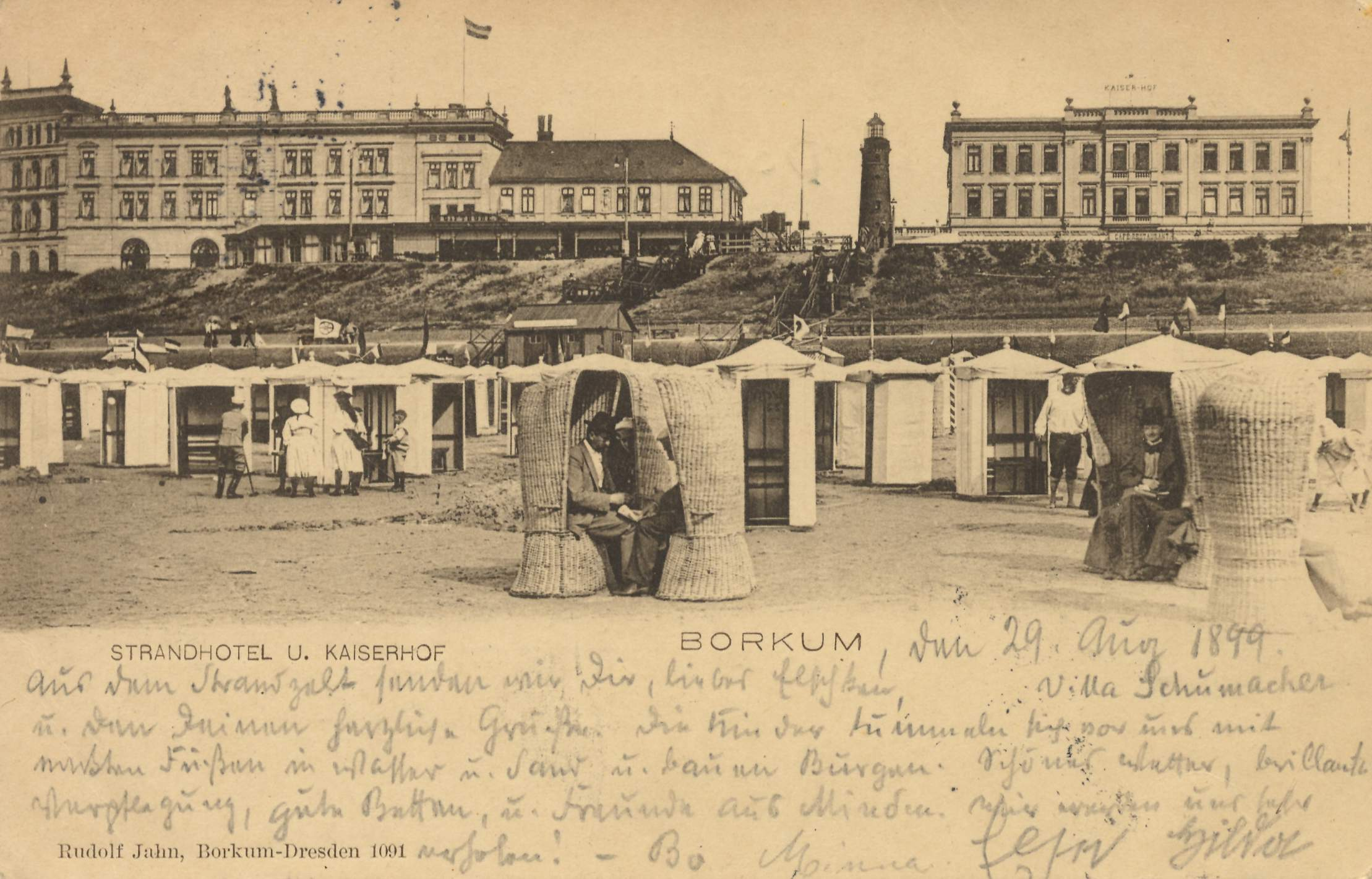
Bäderarchitektur auf Borkum

### Weitere Beispiele

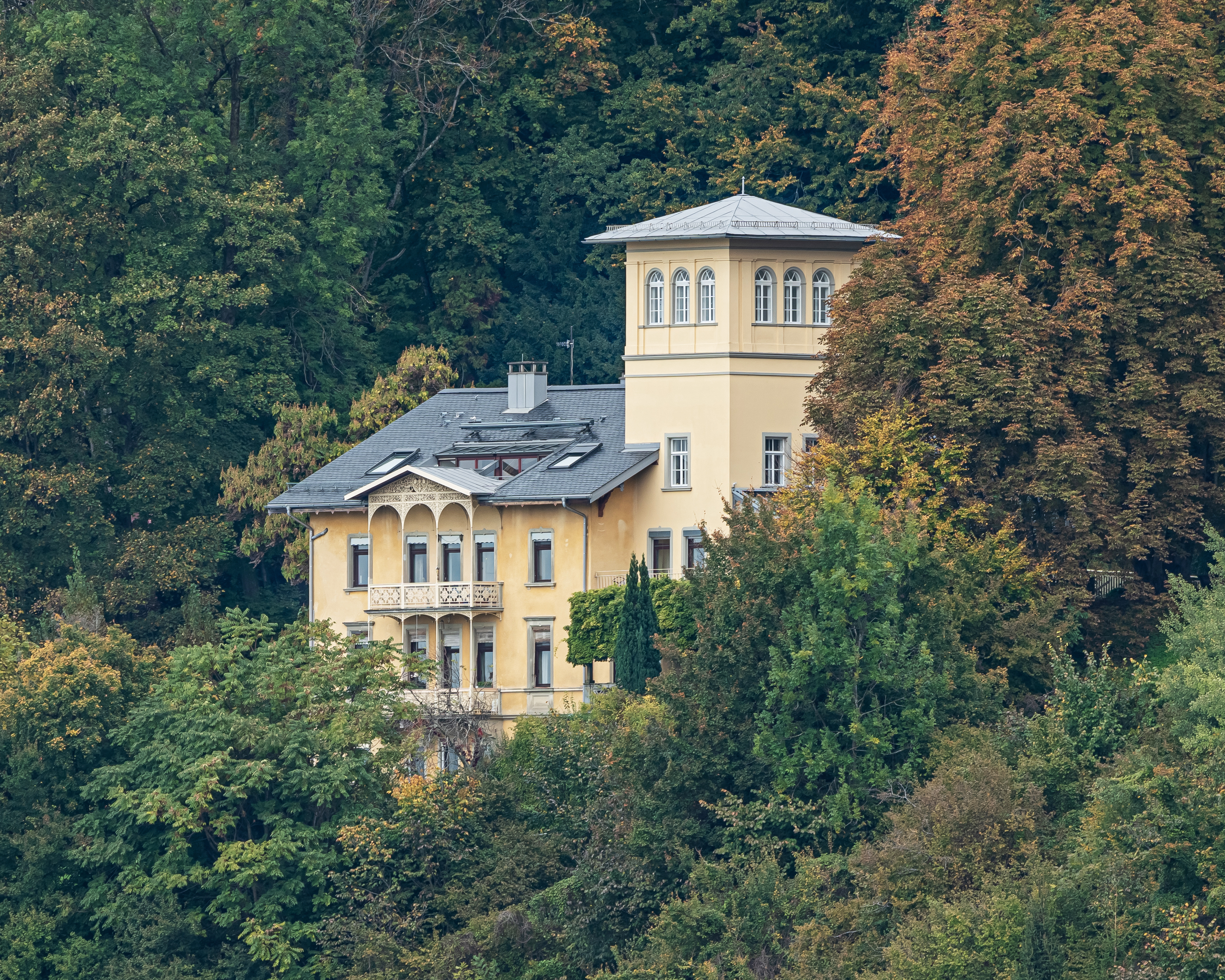
Durch die deutsche Bäderarchitektur inspirierte Villa Grafenreuth in Lochau, Österreich
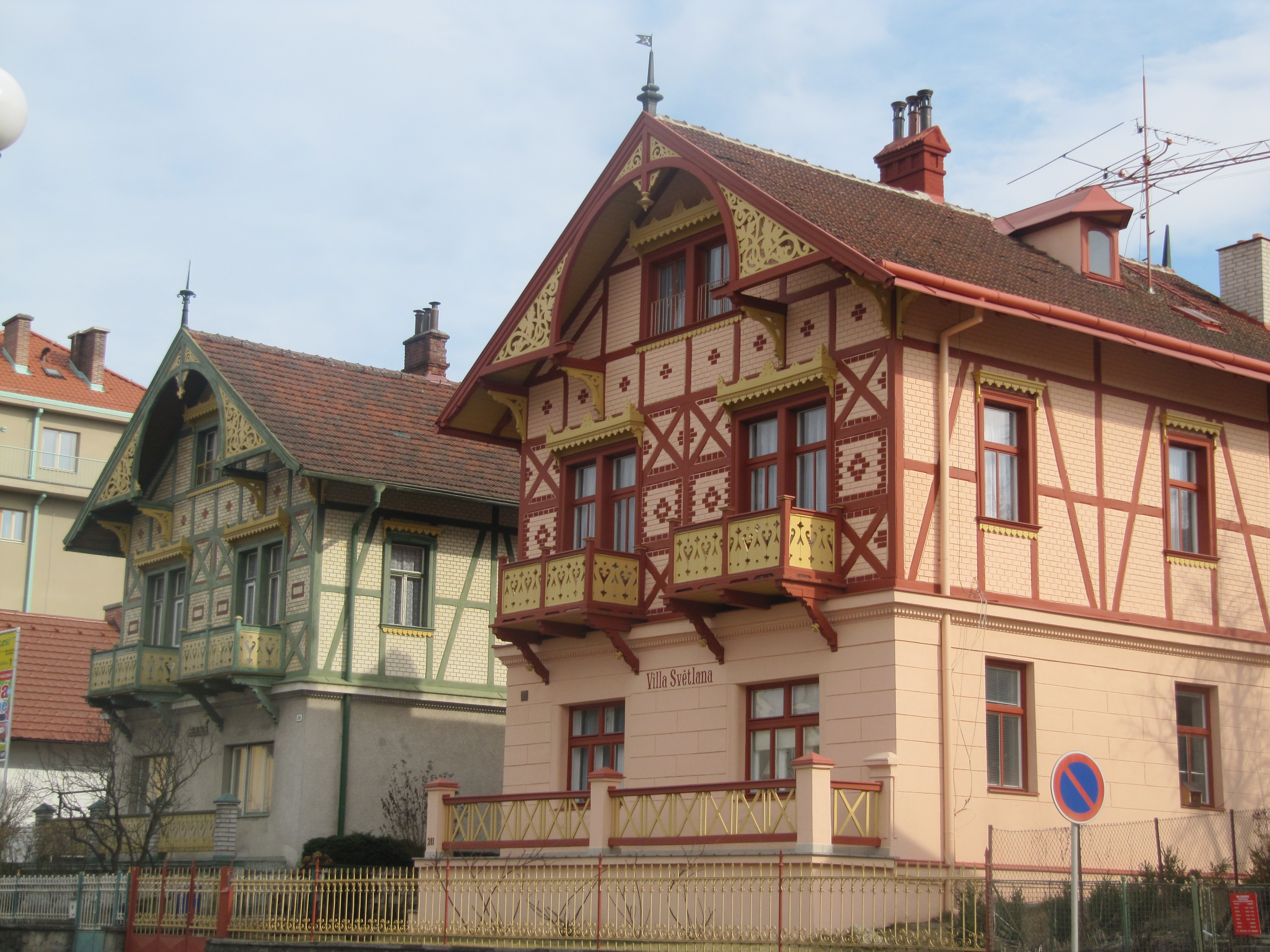
Vila Hana und Vila Světlana in Luhačovice (Bad Luhatschowitz), Tschechien